# 85158 Phyllistrapp
85158 Phyllistrapp è un asteroide areosecante della fascia principale. Scoperto nel 1987, presenta un'orbita caratterizzata da un semiasse maggiore pari a 2,3001959 UA e da un'eccentricità di 0,3164865, inclinata di 6,02283° rispetto all'eclittica.